# Blythe Danner
Blythe Katherine Danner (født 3. februar 1943 i Philadelphia i Pennsylvania i USA) er en amerikansk skuespillerinde. Hun er mor til skuespillerinden Gwyneth Paltrow og filminstruktøren Jake Paltrow.
Hun har en bror, operasanger/skuespilleren Harry Danner.
Danner dukkede første gang op på scenen med Theater Company of Boston og Trinity Square Repertory Company (nu Trinity Repertory Company ) i Providence på Rhode Island. Hun har endvidere spillet med i et enkelt afsnit af M.A.S.H., hvor hun spillede Hawkeye Pierces ekskæreste.
Danner er på det seneste kendt for sin rolle overfor Robert De Niro i komediehittet Meet the Parents og dens efterfølgere, Meet the Fockers og Little Fockers.